# Нагаев, Ибрагим-Герей Садыкович
Ибрагим-Герей Садыкович Нагаев (род. 19 марта 1951, Ташкент) — советский, украинский и российский архитектор.

## Биография
Родился 19 марта 1951 года в Ташкенте (Узбекская ССР). В 1973 году окончил архитектурное отделение Ташкентского политехнического института.
Лауреат Национальной премии Украины имени Тараса Шевченко (в 2005 году; вместе с сестрой З. С. Нагаевой, А. Э. Алиевым, А. Р. Абдуллаевым, Ф. Якубовым за скульптурный комплекс «Возрождение» в Симферополе).
Член Союза архитекторов России с 1987 года.
В 2016 году стал лауреатом фестиваля «Дни архитектуры» в Краснодаре (серебряныё диплом в номинации «Культовые комплексы, здания и сооружения» за разработку проекта «Комплекс соборной мечети „Джума Джами“ в г. Симферополь по ул. Ялтинская, 22»).

## Работы
С 1991 года в Крыму разрабатывал:
- генеральные планы микрорайонов Каменка, Белое, Строгановка в Симферополе;
- генеральный план микрорайона Исмаил-бей и эскизный проект культурно-этнографического центра в Евпатории, эскизные проекты экспериментальных микрорайонов с жильём пансионного типа;
- интерьер Крымскотатарского академического музыкально-драматического театра
- комплекс «Возрождение»;
- проекты мечетей в Симферополе и Алуште;
- этнографическая деревня под открытым небом в Судаке.

## Личная жизнь
Отец — Садык Нагаев (1909—1971) и сестра — Зарема Нагаева (род. 1949), также архитекторы.